# Роккенхаузен
Роккенхаузен (нем. Rockenhausen) — город в Германии, в земле Рейнланд-Пфальц. 
Входит в состав района Доннерсберг. Подчиняется управлению Роккенхаузен.  Население составляет 5335 человек (на 31 декабря 2010 года). Занимает площадь 36,83 км². Официальный код  —  07 3 33 502.